# Jan Chudoba
Jan Chudoba (ur. 13 marca 1894 w Suchej Górnej, zm. 15 września 1976 w Cieszynie) – polski celnik, legionista, uczestnik przewrotu wojskowego w Cieszynie (1918 r.)

## Życiorys
Urodził się 13 marca 1894 roku w miejscowości Sucha Górna, w rodzinie Karola i Heleny z domu Taraba. Uczęszczał do szkoły powszechnej w Błędowicach Dolnych oraz ukończył sześć klas szkoły realnej w Cieszynie (do 1914 roku). Zdał maturę wojenną w 1916 roku.
W 1910 roku pod pseudonimem „Wallenrod” został członkiem stowarzyszenia młodzieży „Jedność”, i był jej ostatnim prezesem w latach 1913–1914.
29 sierpnia 1914 roku ochotniczo wstąpił do Legionu Śląskiego, po czym został wcielony do 2 kompanii I batalionu 3 Pułku Piechoty Legionów Polskich. Musiał poddać się leczeniu w szpitalu w Siedmiogrodzie i był tam od 7 marca do 25 maja 1915 roku. 1 czerwca 1915 roku został przydzielony do 3 kompanii 4 Pułku Piechoty Legionów Polskich, gdzie awansował na kolejno następujące stopnie: kapral, plutonowy, sierżant, dowódca sekcji a później plutonu. Nie zgodził się złożyć przysięgi wierności cesarzom Niemiec i Austrio-Węgier, ale jako że był poddanym Austrii musiał zostać wcielony do armii Austro-Węgier do 16 Pułku Strzelców. Od 16 września 1917 był na początku w kompanii zapasowej, następnie walczył na froncie jako sierżant, był dowódcą plutonu. 18 sierpnia 1918 roku został instruktorem w kadrze pułku w Opawie, po czym został skierowany do szkoły oficerów rezerwy w Opawie, gdzie przebywał od 5 września do 30 października 1918 roku.
Następnie, 1 listopada 1918 roku rozpoczął służbę w Wojsku Polskim, początkowo był sierżantem w Pułku Piechoty Ziemi Cieszyńskiej, potem awansował na chorążego. 12 grudnia 1918 roku został adiutantem komendanta placu w Bielsku podpułkownika Leona Krakówki, ale został przeniesiony do 12 Pułku Piechoty, gdzie służył jako dowódca plutonu w kompanii porucznika Jana Hajosta. Podczas walk z wojskami czechosłowackimi w 1919 roku (bitwa pod Skoczowem oraz Simoradzem) brał w nich czynny udział. Został urlopowany od października 1919 roku, na okres akcji plebiscytowej na Śląsku Cieszyńskim. Ochotniczo wstąpił do Tajnej Organizacji Wojskowej. Brał udział w przygotowaniach do plebiscytu na Śląsku Cieszyńskim będąc dowódcą plutonu cieszyńskiej kompanii kapitana Jerzego Szczurka. 18 sierpnia 1930 roku przydzielono go do batalionu ochotniczego Ziemi Cieszyńskiej, czyli batalionu zapasowego 4 Pułku Strzelców Podhalańskich. Został mianowany na stopień porucznika 21 grudnia 1920 roku – ze starszeństwem z dnia 1 czerwca 1919 roku. Zdemobilizowano go 24 października 1921 roku (przez przydział mobilizacyjny do 4 Pułku Strzelców Podhalańskich). Odbywał ćwiczenia rezerwy w latach 1925, 1928, 1930 oraz 1931. 16 sierpnia 1928 roku zdał egzamin na stopień kapitana uzyskując wynik dobry. Dowódca batalionu wystawił o nim następującą opinię: „Stały charakter, dobry dowódca plutonu, dobry instruktor, strzela sam bardzo dobrze. Jest pod każdym względem bardzo dobrym oficerem”. Mógł brać udział w pospolitym ruszeniu dzięki orzeczeniu lekarskiemu z dnia 31 grudnia 1931 roku. Był pracownikiem służby celnej w: Cieszynie, Mysłowicach, Bytomiu, Bielsku, Warszawie. Zanim rozpoczęła się wojna, był też naczelnikiem Wydziału Celnego w Dyrekcji Ceł we Lwowie.
W sierpniu 1939 roku nie został zmobilizowany. W czasie okupacji był w Krakowie, ale w 1944 roku przeniósł się do Trzyńca, aby być z żoną i synem. Pracował w Cieszynie, w fabryce Rohn – Zieliński jako nawijacz statorów pod zarządem niemieckim. Gdy zakończyła się II wojna światowa zatrudnił się na stanowisku kierownika Urzędu Celnego w Cieszynie. Oprócz tego, na polecenie Ministerstwa Skarbu do jego obowiązku należała organizacja administracji celnej na Śląsku Cieszyńskim. 20 września 1952 roku przeszedł na emeryturę.
15 września 1976 roku zmarł i został pochowany na Cmentarzu Ewangelickim w Cieszynie.

## Ordery i odznaczenia
- Krzyż Srebrny Orderu Virtuti Militari (17 maja 1922)[1]
- Krzyż Niepodległości (18 października 1932)[2]
- Krzyż Kawalerski Orderu Odrodzenia Polski (1974)
- Krzyż Walecznych (trzykrotnie)
- Złoty Krzyż Zasługi
- Srebrny Krzyż Zasługi (9 września 1924)[3]
- Śląski Krzyż Powstańczy (1973)
- Medal Pamiątkowy za Wojnę 1918–1921
- Medal Dziesięciolecia Odzyskanej Niepodległości
- Srebrny Medal za Długoletnią Służbę
- Brązowy Medal za Długoletnią Służbę
- Medal Pamiątkowy za Obronę Śląska Cieszyńskiego